# Нанно
Нанно (італ. Nanno) — колишній муніципалітет в Італії, у регіоні Трентіно-Альто-Адідже,  провінція Тренто. З 1 січня 2016 року Нанно є частиною новоствореного муніципалітету Вілле-д'Анаунія.
Нанно розташоване на відстані близько 510 км на північ від Рима, 29 км на північ від Тренто.
Населення — 594 особи (2014).

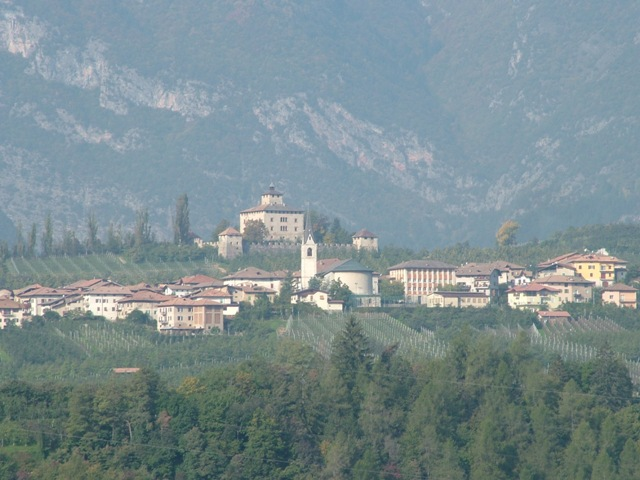

Щорічний фестиваль відбувається 2 лютого. Покровитель — святий Власій.

## Демографія
Населення за роками:

Станом на 31 грудня 2014 року в муніципалітеті офіційно проживали 32 іноземці з 9 країн, серед них 13 громадян країн Євросоюзу.

## Сусідні муніципалітети
- Клес
- Конта
- Таїо
- Тассулло
- Туенно